# キングストンとアーサーズ・ヴェールの歴史地区
キングストンとアーサーズ・ヴェールの歴史地区（Kingston and Arthur's Vale Historic Area, KAVHA）とは、オーストラリア領ノーフォーク島に残る歴史資産。2010年に、UNESCOの世界遺産に「オーストラリアの囚人遺跡群」のひとつとして、登録された。

## 歴史

### ヨーロッパ人上陸以前の歴史
南太平洋に浮かぶノーフォーク島にポリネシア系の住民が居住を開始したのは、14世紀から15世紀のことといわれる。ポリネシア系住民の遺跡は、アーサーズ・ヴェールと現在呼ばれている地区に展開されており、バナナの栽培や難破したカヌーが残っている。とはいえ、当時のアーサーズ・ヴェールの遺構は、歴史的に断絶しており、ポリネシア系住民がノーフォーク島から姿を消したのは謎とされている。

### 第一次入植（1788年-1814年）
ノーフォーク島にヨーロッパの住民が上陸したのは、1774年10月10日のことである。ジェームズ・クックは、レゾリューション号に乗り、第2回航海（1772年-1775年）を実施した際に、ノーフォーク島はヨーロッパ人に発見された。上陸したクックは、直ちに、ノーフォーク島をイギリスの主権下にあることを宣言した。
ノーフォーク島への移住が本格的に開始されたのは、1788年になる。アーサー・フィリップによるニューサウスウェールズ植民地上陸後、直ちに、ノーフォーク島への探検が実施された。フィリップ・ギドレー・キング（Phillip Gidley King）を中心とする一行がノーフォーク島へ上陸に成功したのは、1788年3月2日のことである。キング一行の構成員は、4人の軍人と4人の公務員、9人の男性囚人、6人の女性囚人で構成されていた。彼らの最初の定住地は、船舶の停泊に用意で新鮮な水を手に入れることができる現在のキングストンであった。その後の島の開拓は、アーサーズ・ヴェール方面へと延びていった。
1790年、シリウス号が難破したことにより、ノーフォーク島は、一時的に孤立した状態となった。島に残された住民は飢餓生活を余儀なくされ、この生活は翌年、キングがシドニーからノーフォーク島に帰還するまで、継続した。1791年より、キングの手によって、キングストンの街の設計とそれに基づく本格的な建設が開始された。1793年までには、キングストンは、小さな村の形を形成し、4つのメイン・ストリートと島の各所を結ぶ道路が建設された。インフラ面の整備は続き、1795年中には、アーサーズ・ヴェールには水車が建設されると同時に、ポイント・ハンター地区には、脱穀用の風車が建設された。
キングストンの開発は、キングがノーフォーク島を去り、彼の後を継いだJoseph Foceauxの指揮下でも続けられた。上陸した地点の施設を改修する形で、簡素だった施設が石造りのバラック、倉庫、牢獄が建設された。しかし、1800年中には、ノーフォーク島内で、囚人による陰謀事件が発生した。その結果として、ノーフォーク島総督の権威を上昇させるために、簡素であった総督官邸を新築することとなった。
ノーフォーク島の開発の主役は、自由になった囚人たちと軍隊のメンバーである。彼らには、大小さまざまな形ではあるが、キングストン周辺（南はシドニー湾から北はカスケードまでの間）の土地が与えられた。
Foceauxがノーフォーク島を1803年に去った。しかしながら、1792年に1156人を記録していた人口が1801年には960人に減少していた。一方、同じ頃、タスマニア島の開発が進展していった。さらに、ノーフォーク島内での自給が困難だった事情とあいまって、ノーフォーク島第一次移住は、1814年2月28日に終わりを告げ、建築物は火によって、破却されることとなった。

### 第二次移住（1822年-1854年）
1822年、ラックラン・マッコーリー総督のレポートがイギリス本国で、ノーフォーク島が再度、注目を浴びることとなった。その結果、1824年、ノーフォーク島植民地の再開が実施された。バサースト伯爵は、ブリスベーン総督に対して、ノーフォーク島を流刑植民地で最も厳罰な場所とする方針であった。1825年に再上陸した人間の構成は、軍隊のメンバーを除くと6人の女性と6人の子供、57人の囚人から構成されており、囚人の多くは、技師であった。第二次移住を組織したロバート・タートンは、キングストンにかつての植民地の廃墟を見出したが、2ヶ月の間、吹きさらしのもとで生活した。1825年12月までに、倉庫とFoveauxが建設した総督官邸は再建され、さらに、かつての道路も再建された。

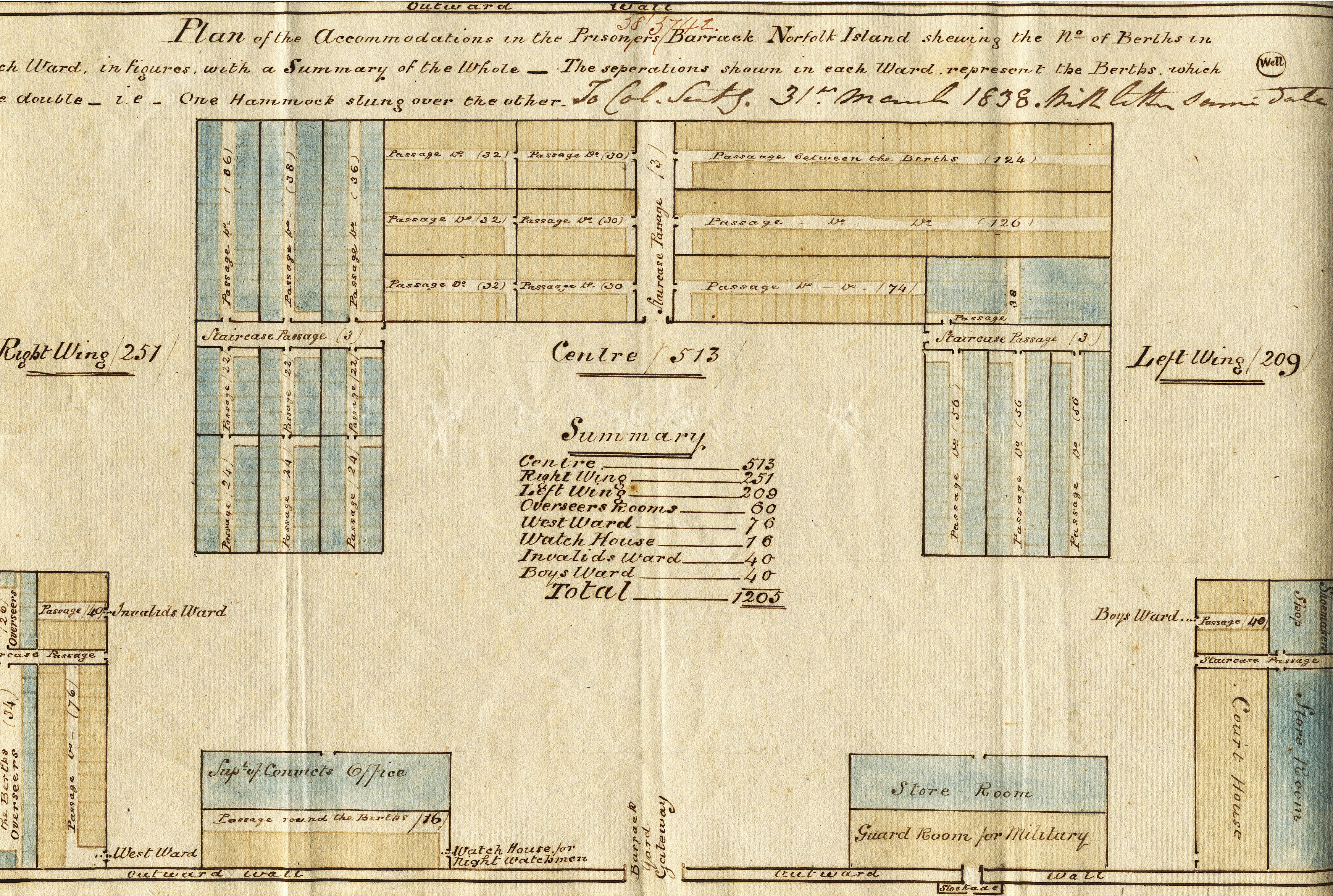
ノーフォーク島に建設された囚人のバラックの計画図案（1838年のもの）

1826年には、ノーフォーク島に居住するすべての女性は自由人であるという政策が取られるようになった。1833年までには、ノーフォーク島に居住する囚人は600人を数えた。この囚人たちが、ノーフォーク島に現在も残る重要な建築物である囚人のバラック（Prisoners’ Barrack）、旧軍のバラック（the Old Military Barrack）、ランバー・ヤード（Lumber Yard）などを建設していった。ノーフォーク島におけるインフラの建設や農業に従事した囚人たちの仕事は夜明けから始まった。模範囚は、農地を耕作する権利を与えられた。
1839年に、トーマス・ブンベリー（Thomas Bunbury）がノーフォーク島の総督に就任すると、ノーフォーク島の農業の近代化が推進された。前任のジョセフ・アンダーソン（Joseph Anderson）は、島内の農業で鋤を使うことを禁止していたが、彼は、再び、島内に鋤を導入した。また、サイロを建設し、ウォーターミル・ダムのシステム改修も実施した。1839年の島内の人口は、囚人1,200人及び180人の軍関係者であった。この人口は、1840年の段階では、1,872人の囚人
を数えるようになった。この数字は、ノーフォーク島流刑植民地における囚人人口の数字では、最大の数字である。1840年に、ノーフォーク島総督に就任したアレクサンダー・マコノチー（Alexander Maconochie）はキングストンにおける住居不足や学校が存在しないことを記録している。こういった背景から、1840年から1841年にかけて、プロテスタント及びカトリックの礼拝堂の建設が実施された。さらに、1842年から1844年にかけて、クオリティ・ロウ（Quality Row）とよばれる道路沿いには、新しく住居が建設された。とはいえ、マコノチーの建設計画は、批判の対象とされた。ジョセフ・チャイルズ（Joseph Childs）が1844年に、ノーフォーク島の総督として就任すると、穏健的だったマコノチーの政策を改め、ヴァン・ディーメンズランド植民地で実施していた懲罰と規律を主とする統治政策を実施した。チャイルズは、1846年7月1日に発生した、いわゆる「Cooking Pot Uprising」と呼ばれる反乱で、総督を辞職した。
1846年8月、チャイルズに代わり、ジョン・プライス（John Price）がノーフォーク島の総督に就任した。プライスは、先の反乱に参加した囚人たちを処断した。死刑処分を受けた囚人たちは、今日、「Murderer’s Mound」と呼ばれる墓地に埋葬された。プライスは、1847年も、ノーフォーク島の統治に従事し、新しい牢獄も建設されたが、チャールズ・アウグストゥス・フィッツロイニューサウスウェールズ総督の命令によって、ノーフォーク島流刑植民地の廃止が決定された。その後、1854年までの8年間で、ノーフォーク島にいた囚人は、徐々に、島外に移された。プライスは、1853年にノーフォーク島を去り、1854年には、119人の囚人が残すのみとなった。こうして、第二次入植が終了した。

### 第三次入植 （1852年以降）と保全計画
一方、イギリス本国は、1852年に、ピトケアン諸島に住む住民の移住先として、ノーフォーク島を候補地としてあげた。背景には、ピトケアン諸島の人口増大がある。ピトケアン諸島の住民がノーフォーク島に移住したのは、それから、4年後の1856年6月8日である。移住したピトケアン諸島の住民は、キングストンに残っていた住居に居住を開始した。最初期の第三次入植時代は、残っていた住居を再利用していたため、新たに、住居を建設する必要性が無かった。旧ピトケアン諸島の住民が、ノーフォーク島で行った最初の大規模な建設は、1870年の教会の建設である。一方で、1870年代から1880年代にかけて、かつての多くの建築物が急速で荒廃していった。
19世紀の最後の20年は、キングストンで大きな変化が起きなかった時代である。とはいえ、一部の建物においては、リノベーションが実施された。例えば、捕鯨用に改築された建物もある。1901年1月1日、オーストラリアがイギリスのコモンウェルスの1つとなると、ノーフォーク島の統治は、ニューサウスウェールズ州に移管された。1908年には、キングストン市街地で大火が発生した。
キングストンに残る囚人が建造した建築物の再建は、1920年代に開始された。もっとも、歴史地区の重要性が再認識され、多くの建築物が再度、整備されるのは、1950年代を待たなければならなかった。1962年に、保存のための条例が制定され、1960年代から1970年代にかけて、再整備が進んだ。1980年には、「キングストンとアーサーズ・ヴェール歴史地区保存マネジメント計画」（Kingston and Arthur’s Vale Historic Area Conservation Management Plan）が策定された。

## 構成内容
キングストンとアーサーズ・ヴェールの歴史地区は、エリアAからNまでの13の地区に構成される。

### 総督官邸の保護地区
エリアAに指定されているのが総督官邸の保護地区（Government House Reserve）である。1825年の第二次入植の際に建設された総督官邸は、第一次入植の際に建設された総督官邸を取り込んでいる。
1856年以降、総督官邸は、公的機関の建築物として使用され、大なり小なりの補修・増築を繰り返した。総督官邸は、昔ながらの庭園が正面に残っている。

### ローランズと墓地の保護地区

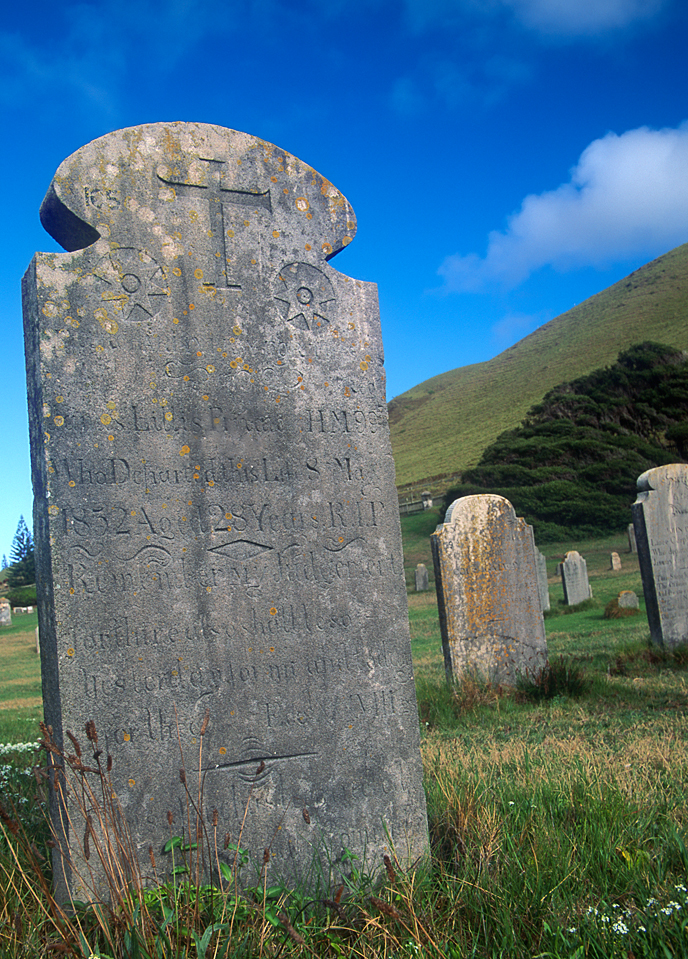
ノーフォーク島に残る墓地

エリアBに指定されているローランズ（Lowlands）は、エリアAの東に隣接する地区で、この地区は、もともとが砂丘地帯であった。
ローランズ地区の東に隣接し、エリアCとなっているのが、墓地の保護地区（Cemetery Reserve）である。この墓地の最東部には、1846年の反乱の結果、死刑となった囚人が埋葬されている「Murderer’s Mound」と呼ばれる区画となっている。

### クオリティ・ロウ

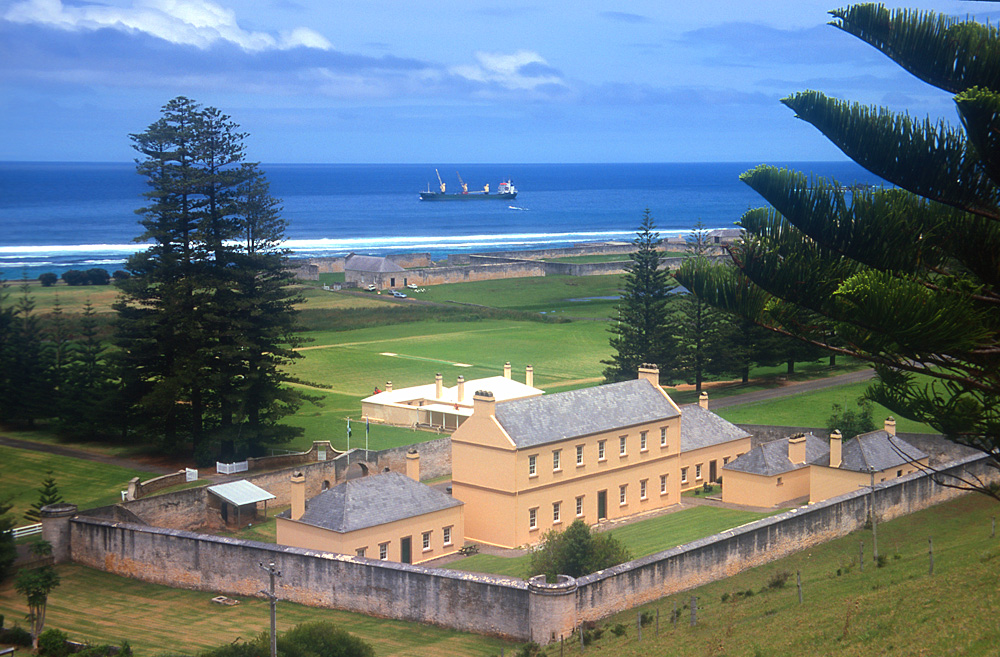
手前が旧ミリタリー・バラック。クオリティ・ロウの通りをはさんで低湿地（エリアF）、廃墟と化した刑務所複合施設（エリアG）、スローター湾のビーチ（エリアJ）を一望することができる

エリアDに指定されているのクオリティ・ロウ（Quality Row）とは、キングストンの市街地を東西に横断する道路である。このクオリティ・ロウの南側に、東からエリアCの墓地の保護地区、エリアBのローランズ、エリアAの総督官邸、エリアFの低湿地が展開しているわけである。エリアDには、このクオリティ・ロウの北側に建造されている建築物群が含まれる。この建築物群の中には、イギリス本国及びその植民地で1720年代から1840年代にかけて流行したジョージアン建築の8棟の住居も含む。かつては、11棟の住居がクオリティ・ロウにあった。もともと、これらの住居は、ノーフォーク島に居住する役人や将校のためのものであった。ピトケアン諸島の住民がノーフォーク島に移住した以降は、彼らが居住していた。この住居群は、1から11番でナンバリングされており、10番は、今日、クオリティ・ロウ・ハウス・ミュージアムとなっている。現存するのは、1番及び5番から11番の建築物である。
このクオリティ・ロウには、新旧のミリタリー・バラックが残る。旧バラック（The Old Millitary Barrack）は、1832年を中心に建設され、壁に囲まれた建築物であり、ノーフォーク島に駐留した軍隊のための建物であった。士官のための部屋、守衛室、弾薬庫、病院が残る。今日では、ノーフォーク島制憲議会の議場となっている。もう一方の新バラック（The New Millitary Barrack）は、1835年から1837年の間に建設された。今日では、ノーフォーク島行政センターとなっている。
クオリティ・ロウ地区において、最も西に位置するのが、旧兵站部の建物（The Former Commissiariat Store）である。この建物も堅牢な石の壁で囲まれており、床と屋根には、木材が使用されている。この旧兵站部の建物は、1874年に聖公会の教会に改築された。ゴシック・リヴァイヴァル建築のステンドグラスが教会内を彩っている。

### アップランズ
エリアEに指定されているアップランズ（正式には、Uplands, land above the 100 ft [30m] contour and Stockyard Valley）である。第二次入植の時代には、清潔な水を新ミリタリー・バラックに供給する場所として機能していた場所である。また、考古学的調査では、9つのサイロがあったことが判明している。

### 低湿地帯
エリアFに指定されている地区は低湿地帯（Swamp (or as Kingston Common)）となっており、クオリティ・ロウからは、2本の道路が海に向かって南進する。東側の道路がバウンティ通り（Bounty Street）であり、西側の道路がピア通り（Pier Street）である。

### 刑務所複合施設

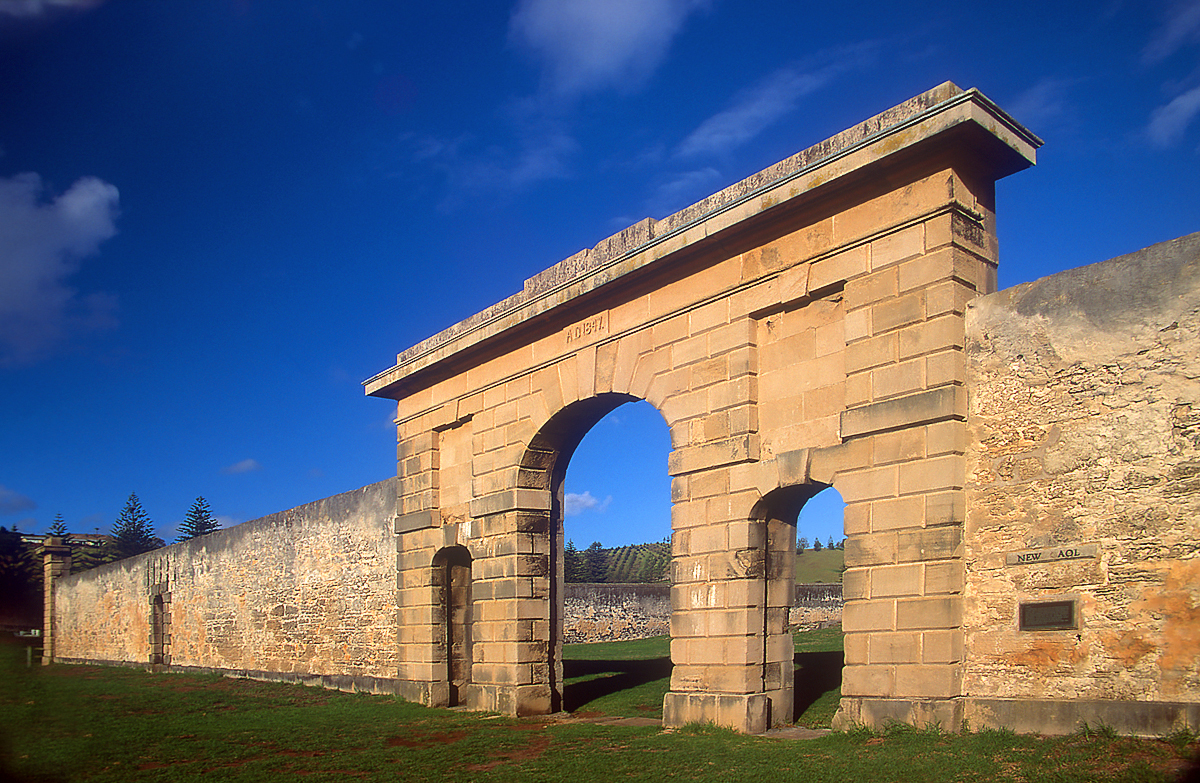
刑務所複合施設の門。現在は、この門と壁だけが残る。

エリアGに指定されている刑務所複合施設（Prisoners' Compounds）は、1829年ごろに建築が開始され、1835年に建築が完了した3階建ての建築物であった。ここでは973人の囚人が居住した。現在では、廃墟となっている。

### キングストン埠頭

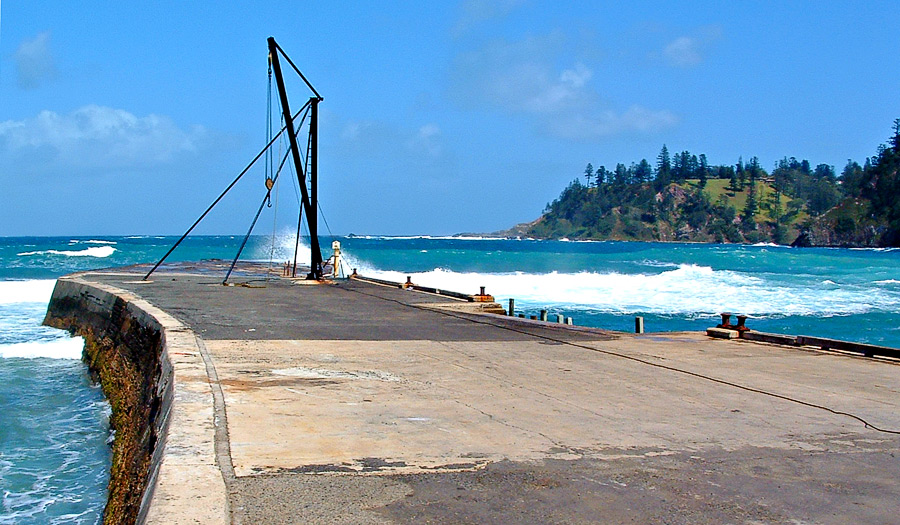
現代化されたキングストン埠頭

エリアHに指定されている上陸地点（Landing Place Ridge (known as Kingston Pier)）は、キングストン埠頭として知られている。現存の埠頭は、1839年に建設が開始され、1847年に完成したものである。第二次世界大戦中に、埠頭は、過重のために、破損が著しかったが、戦後、現代化された。
キングストン埠頭の岸壁は、埠頭の東側に建設された。

### ビーチフロント

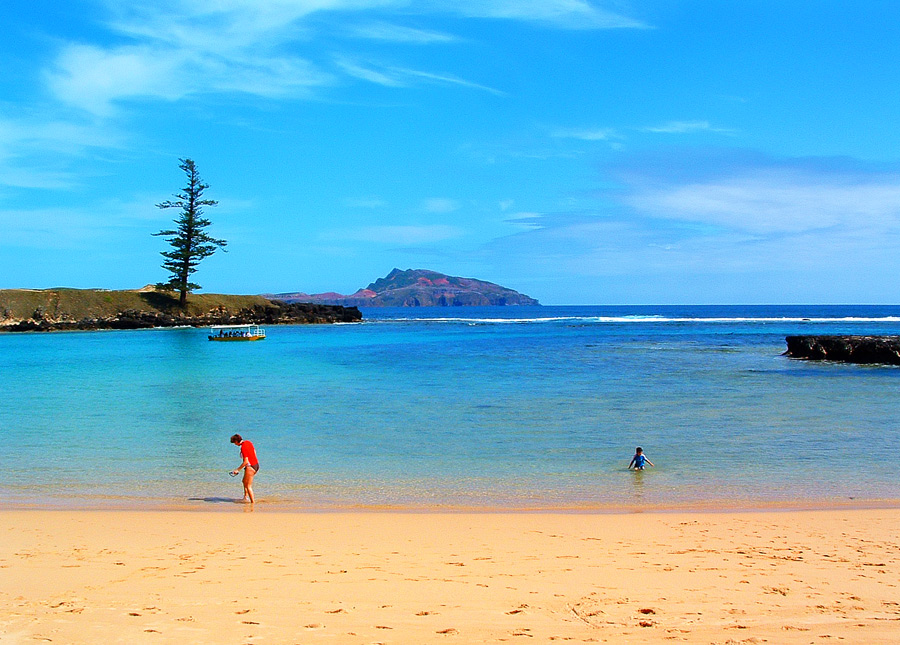
エミリー湾

エリアJに指定されているスローター湾（Slaughter Bay）とエミリー湾（Emily Bay）は、ノーフォーク島においては、長い間、現在に至るまで、海水浴の場所として親しまれてきた場所である。西側がスローター湾、東側がエミリー湾である。エミリー湾には、砂浜の侵食を防ぐために、固有種のノーフォークマツの植樹が1949年ごろから開始された。スローター湾では、1790年にシリウス_(船舶)が、難破、沈没した。なお、シリウス号は、オーストラリア国家遺跡（Australia National Heritage）に指定されている

### ウィンドミル・リッジ
ノーフォーク島最南端の岬に当たるポイント・ハンターがエリアKとして指定されている。ウィンドミル・リッジ（Windmill Ridge）と呼ばれるこの地区に、風車が建設されていた。

### チムニー・ヒル
エリアLとして指定されているチムニー・ヒル（Chimney Hill）は、エリアJのビーチフロントを二分する丘である。この丘から石灰砂岩が切り出されてきた。ここでの石の切り出しの終了は、第二次入植とピトケアン諸島民の移住の間と考えられている。

### アーサーズ・ヴェールとウォーターミル渓谷
アーサーズ・ヴェールとウォーターミル渓谷（Arthur's Vale and Watermill Valley）は、キングストン市街から見て北西に位置し、市街地と現在のノーフォーク島空港の間に位置する。ここでは、1790年代から、水車が建設されたが、現存するのは、第二次入植時代のものである。

### ブラッディ・ブリッジ
エリアNに指定されているブラッディ・ブリッジ（Bloody Bridge）は、歴史地区の最東端にかかる橋である。このブラッディ・ブリッジを渡るとノーフォーク島東南部の地区であるボールベイに行くことが可能である。1830年代半ばには完成したと考えられる橋の縁石が破損したのは、1910年ごろのことであり、それからの補修は、現在もなされていない。舗装は、1960年ごろのことである。

## 世界遺産登録基準
この世界遺産は世界遺産登録基準のうち、以下の条件を満たし、登録された（以下の基準は世界遺産センター公表の登録基準からの翻訳、引用である）。
- (4) 人類の歴史上重要な時代を例証する建築様式、建築物群、技術の集積または景観の優れた例。
- (6) 顕著で普遍的な意義を有する出来事、現存する伝統、思想、信仰または芸術的、文学的作品と直接にまたは明白に関連するもの（この基準は他の基準と組み合わせて用いるのが望ましいと世界遺産委員会は考えている）。